# Вагнер, Израиль Дагобертович
Израиль Дагобертович Вагнер (англ. Israel D. Vagner; 1945, Бельцы, Молдавская ССР — 2006, Бат-Ям, Израиль) — израильский и французский физик-теоретик.

## Биография
Родился в Бельцах в семье учителей истории. Закончил Ленинградский политехнический институт. В 1968—1971 годах проходил аспирантуру в Ленинградском физико-техническом институте имени А. Ф. Иоффе под руководством Л. Э. Гуревича. Первые научные публикации относятся к 1969 году. В 1971 году подал документы на выезд в Израиль, но разрешение получил в 1976 году; находясь в отказе по специальности не работал.
После эмиграции прошёл докторантуру в хайфском Технионе, затем был принят научным сотрудником в лабораторию сильных магнитных полей Института Макса Планка в Гренобле, где впоследствии стал профессором и заведующим теоретической группой в Университете Жозефа Фурье Национального центра научных исследований. В 1998 году поселился в Бат-Яме. В последние годы жизни — профессор и декан отделения инженерии связи Института технологии в Холоне.
Основные труды в области квантовых взаимодействий в сильном магнитном поле, спинтроники, квантовых вычислений.

## Монографии
- Recent Trends in Theory of Physical Phenomena in High Magnetic Fields. Edited by Israel D. Vagner, Peter Wyder, Tsofar Maniv. Springer, 2003. — 345 с.
- Israel D. Vagner, Boris I. Lembrikov, Peter Wyder. Electrodynamics of Magnetoactive Media. Springer, 2004. — 550 с.